# Єзежани (Західнопоморське воєводство)
Єзежани (пол. Jezierzany) — село в Польщі, у гміні Постоміно Славенського повіту Західнопоморського воєводства.
Населення — 201 особа (2011).
У 1975-1998 роках село належало до Слупського воєводства.

## Демографія
Демографічна структура станом на 31 березня 2011 року:
|          | Загалом | Допрацездатний вік | Працездатний вік | Постпрацездатний вік |
| -------- | ------- | ------------------ | ---------------- | -------------------- |
| Чоловіки | 104     | 19                 | 73               | 12                   |
| Жінки    | 97      | 28                 | 52               | 17                   |
| Разом    | 201     | 47                 | 125              | 29                   |